# Концерт для фортепіано з оркестром № 3 (Моцарт)

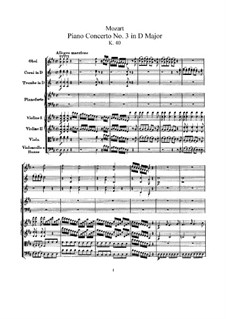
Текст мелодії

Концерт для фортепіано з оркестром № 3 Ре мажор (KV 40) Вольфганга Амадея Моцарта написаний 1767 році, коли композиторові було 11 років.
Складається з трьох частин:
1. Allegro maestoso
2. Andante
3. Presto